# Прапор Східного Тимору
Прапор Східного Тимору — один з офіційних символів Східного Тимору. Перший раз прапор був піднятий 20 травня 2002 року, проте неофіційно існує з 1975 року.
Відповідно до Конституції країни жовтий колір символізує сліди колоніального правління, чорний трикутник — труднощі, які необхідно подолати. Червоний колір означає боротьбу за свободу. Зірка — світло, а білий колір зірки означає мир.